# Марк Валерий Максим Лактука
Вижте пояснителната страница за други личности с името Валерий Максим.
Марк Валерий Максим Лактука (на латински: Marcus Valerius Maximus Lactuca) е политик на Римската република през 5 век пр.н.е.
Произлиза от патрицианския род Валерии и е син на Марк Валерий Волуз (консул 505 пр.н.е.).
Той е консул през 456 пр.н.е. с колега Спурий Вергиний Трикост Целимонтан. Подготвят закона Lex Terentilia.